# Franco Selvaggi
Franco Selvaggi (* 15. Mai 1953 in Pomarico) ist ein ehemaliger italienischer Fußballspieler.
Während seiner aktiven Laufbahn spielte er als Stürmer und wurde 1982 mit Italien Fußball-Weltmeister.

## Karriere
Selvaggi begann seine Profikarriere bei Ternana Calcio, für die er am 30. Dezember 1972 gegen die AC Florenz in der Serie A debütierte. Zur Saison 1972/73 wechselte er zur AS Rom, wo er im Saisonverlauf jedoch nur bei zwei Partien zum Einsatz kam. Nachdem Selvaggi 1974 für einige Monate zu Ternana zurückgekehrt war, wechselte er zu Taranto Sport. Dort verbrachte er fünf Serie-B-Spielzeiten und wurde zum Leistungsträger.
Zur Saison 1979/80 wechselte Franco Selvaggi dann zum Serie-A-Aufsteiger Cagliari Calcio, wo er auf Anhieb zwölf Tore erzielte und hinter Roberto Bettega, Alessandro Altobelli und Paolo Rossi Vierter der Torjägerliste wurde. Auch in den folgenden beiden Spielzeiten brachte Selvaggi sehr gute Leistungen beim sardischen Klub und empfahl sich damit für die Nationalmannschaft.
Am 19. April 1981 debütierte Selvaggi unter Trainer Enzo Bearzot beim 0:0 gegen die DDR in der Squadra Azzurra. Nach zwei weiteren Länderspielen wurde er von Bearzot schließlich auch in den italienischen Kader für die Weltmeisterschaft 1982 in Spanien berufen. Dort stand Franco Selvaggi zwar keine einzige Minute auf dem Spielfeld, konnte aber dennoch den Gewinn des WM-Titels feiern.
Nach der WM wechselte Selvaggi zur AC Turin und wurde in der Folge nie mehr in die Nationalmannschaft berufen. Beim Toro bildete er zuerst mit Carlo Borghi und später mit dem Österreicher Walter Schachner das Sturmduo. Zur Saison 1984/85 ging Franco Selvaggi zu Udinese Calcio, in der folgenden Spielzeit lief er für Inter Mailand auf und in der darauffolgenden Saison lief er für SS Sambenedettese Calcio aufs Spielfeld und beendete 1987 seine aktive Laufbahn.

## Erfolge
- Weltmeister: 1982